# منخفض الفيوم

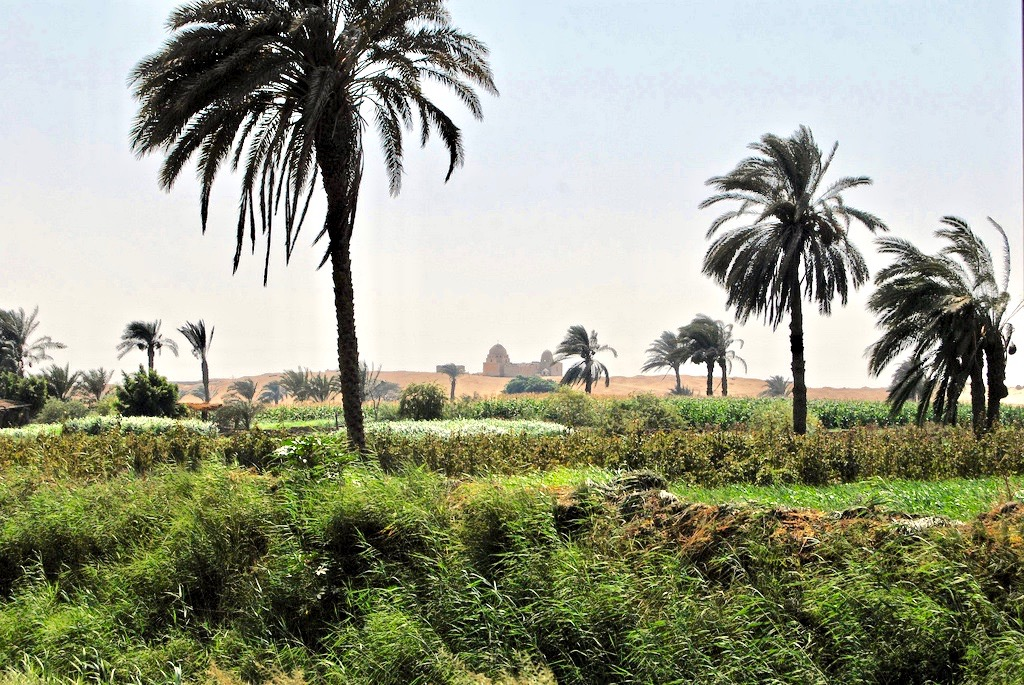

منخفض الفيوم منخفض عميق يقع جنوب غرب دلتا نهر النيل في مصر، وهو منخفض مأهول بالسكان، ويختلف عن بقية منخفضات الصحراء الغربية المصرية (الصحراء الليبية) في إنه يتصل بوادي النيل مباشرةً عن طريق بحر يوسف من خلال فتحة طبيعية تسمى فتحة اللاهون (الهوارة)، وتربته مكونه من طمي النيل مثل وادي النيل والدلتا، تبلغ مساحته 1700 كم²، في الجزء الشمالي تقع بحيرة قارون دون مستوى سطح البحر بنحو 45 متراً.

## أصل المنخفض وتطور الأحداث فيه

### العوامل البنيوية
منخفض الفيوم ظاهرة تحاتية، بمعنى أنه وليد عوامل التعرية، في المقام الأول، لذلك هناك ثلاث عوامل بنيوية في هذا المضمار:
- تمثل المنطقة أصلاً محُدباً هئلاً في اتساعه، وإن كان مقدار تحدبه بسيطاً للغاية.
- تميل الطبقات في الصحراء الغربية عامةً نحو الشمال ميلاً خفيفاً (1° : 5°)، وهي في الوقت نفسه طبقات مختلفة الصلابة، ومن شأن اجتماع هذين الطرفين دائماً تكوين نوع خاص من التضاريس تتعاقب فيه السهول المنخفضة والجروف العالية نتيجة لعوامل التعرية التي تعمل على التهام الصخور الهشة وتكوين تلك المنخفضات بذلك.
- التنوع الشديد في صخور الطبقات من حيث طبيعتها، وبالتالي من حيث مقاومتها لعوامل التعرية.
- وآخر عامل بنيوي هو الانكسارات الصغيرة في المنطقة، ويعتبر عاملاً ثانوياً، ولكنه له قيمته في تفسير بعض تفصيلات السطح في المنخفض.

### عوامل التعرية
تركز نشاط عوامل التعرية في تلك المنطقة إلى أن تم حفر المنطقة في أواخر عصر البليستوسين، ولا شك أن أن هذه العملية اشتركت فيها مختلف عوامل التعرية التي مارست مفعولها منذ انحسار البحر الإيوسيني عن منطقة الفيوم. ولا شك أن الرياح عامل مهم رئيسي خصوصاً في المراحل النهائية لتكوين المنخفض، فالرياح وحدها هي التي تستطيع أن تحفر إلى ما تحت سطح البحر وتنقل فتات ما تحفره خارج مناطق المنخفضات. ولهذا اعتباران رئيسيان:
- ارتفاع نسبة الصخور الهشة في تكوينات المنطقة، مثل المارل، والطفل، والرمال.
- أن التعرية الكيميائية قد لعبت دوراً واضحاً في تفتيت الطبقات الكلسية، خاصةً أثناء العصر المطير، وهي تعتبر صورة مصغرة من التعريه الكارستيه بما تعنيه من أنهار جوفية وانخسافات أرضية.... إلخ.

ولقيمة الاعتبار الثاني، يصح أن نلاحظ أمرين:
الأمر الأول هو ارتفاع نسبة الصخور ذات الطابع الكلسي - المارل والكلس المارلي والجبس - في مجموعة الطبقات التي تسمى مجموعة الحوانق، وهي إحدى مجموعات طبقات الإيوسين الأوسط.
الأمر الثاني هو أن التعرية الكيميائية يمكن أن تصبح عاملاً فعالاً في تحطيم الكلس، حتى مع سيادة المناخ الجاف في المنطقة.

## أشكال السطح في منطقة الأطراف الشمالية
في المنخفض يلاحظ ثلاث جروف رئيسية، وأعلاها ما يوجد شمالاً على ارتفاع 254 م وتسمى علوه حيالله، وهي أبرز المعالم التضاريسية شمالاً، وهذ الجرف جزء من الحافة الشمالية القصوى لمنخفض الفيوم، وتتألف واجهته من مجموعة متنوعة من الطبقات النهرية - البحرية الأليجوسينية يتعاقب فيها الحجر الرملي والمارل بوجه خاص ويندر فيها الكلس.
وإلى الجنوب في التكوينات الأيوسينية، يوجد جرفان رئيسيان آخران، فضلاً عن جروف ثانوية صغيرة، وكلها أقل ارتفاعاً من علوه حيالله، وتعرضوا للقطيع الشديد، ولا تستمر مسافات طويلة بصورة منتظمة، وأثر عامل التعرية أوضح في الجزء الشرقي عن الجزء الغربي بشكل واضح لدرجة أن الطابع السهلي يغلب على المكان.
وقد خلفت التعرية بعض الميسات التي تقوم منفردة وسط الجهات السهلية، مثل:
- قارة الجندي (106 م)، وترتفع نحو 50 متراً فوق سهل الجندي.
- القارة الحرشة (53 م)، وتقع جنوب غرب قارة الجندي.
- قارة الفرس (78 م)، وتقع شمال غرب كوم أوشيم.

يلاحظ أن عوامل التعرية لها تأثير في اختلاف توزيع طبقة البازلت، فهي نادرة في الجزء الشرقي، أما في الجزء الغربي فتكون طبقة سميكة، لدرجة أنها تتوج قمة جبل قطراني الذي يبلغ ارتفاعه 300 م، ويصل في جزءه الشرقي إلى 350 م، أي أنه يرتفع عن بحيرة قارون بنحو 400 م، رغم أن المسافة بين الجبل والبحيرة لا تزيد عن 15 كم.
وتحت جبل قطراني، تحتشد جبهات الكويستات بشكل ملحوظ، وأهم تلك الجبهات جرف قصر الصاغة، وهو موازي لجبل قطراني ابتداءً من منطقة قصر الصاغة في الشرق وعلى بعد 8 : 10 كم شمال بحيرة قارون.

### التلال البليوسينية
تعتبر الهيكل العام لمورفولوجية منطقة الأطراف الشمالية، وتوجد عدة تلال يعلو قممها سمك كبير من التكوينات البليوسينية، خاصةً من الحصى والكونجلومريت. وتتركز تلك التلال في الجزء الشرقي من المنطقة ويتراوح ارتفاعها من 170م إلى 190 م، وأعلاها وأبرزها جبل دكاكين (190 م)، وإلى الغرب منه بعض التلال الصغيرة تحت حافة علوه حيالله.
الفيوم بلد

### الشواطئ البحيرية
تتواجد الشواطئ البحيرة في الجزء الجنوبي من منطقة الأطراف الشمالية، وتظهر الرواسب في صورة أرض مستوية يعلوها غشاء رقيق من الرمال المسفية تظهر في التموجات الخفيفة مع بعض الكثبان الصغيرة.
وتظهر الشواطئ المكونة حديثاً في العصر الحجري الحديث بارتفاع طفيف فوق السطح العام، خاصةً شمال بحيرة قارون، مثل الشطائ القريب من أطلال ديمية حيث يصل ارتفاعه إلى أكثر من خمسة أمتار.
ونجد أن عوامل التعرية قد أفلحت في بعض الأحيان في تقطيع الشواطئ البحيرية إلى ربوات صغيرة.
أما شواطئ بحيرة العصر الحجري القديم فتظهر بقاياها بوضوح في بعض جهات المنطقة، مثل في منطقة قصر الصاغة شمال بحيرة قارون، حيث تظهر بقايا شواطئ بحيرة شكل ربوات.

### حقول البطيخ المسخوط
وهي ظاهرة ورفولوجية صغيرة، فهي عبارة عن كتل صخرية صلبة مدورة، يصل ارتفاعها إلى نحو 100 - 150 سم فوق السطح المجاور، ويتجمع بعضها بجوار بعض، ولذلك سميت بهذا الاسم، وقد يصل قطر البطيخة الواحدة إلى 100 سم، وتوجد هذه الكتل في الجزء الجنوبي من منطقة الأطراف الشمالية في إحدى مجموعات طبقات الإيوسين الأوسط التي تعرف بمجموعة طبقات بركة قارون.

## منطقة الأطراف الشرقية
وهي المنطقة التي تفصل بين المنخفض ووادي النيل، وهي منطقة جديرة بالبحث المورفولوجي، فهي منطقة ضيقة لا يزيد اتساعها في المتوسط على بضعة كيلومترات، وقد تضيق في الجنوب من 2 - 3 كم. وهي أيضاً قليلة الارتفاع، فارتفاعها في أعلى نقطقة يصل إلى 160م فوق سطح البحر. وتلك المنطقة أقل تنوعاً في صخورها، فيختفي فيها شطر من طبقات الإيوسين الأوسط - السالف الذكر - وكل طبقات الإيوسين الأعلى والأوليجوسين. وتطل المنطقة على المنخفض بحافة شديدة الانحدار، على حين تنحدر انحداراً بطيئاً نسبياً نحو الشرق (أي نحو وادي النيل).

### أشكال السطح

#### جبل النعالون
هو أعلى التضاريس في منطقة الأطراف الشرقية، يقع في جنوب الطرف الغربي لفتحة اللاهون، ويؤلف مستطيلاً يمتد على محور شمالي - جنوبي مسافة 4 كم، وأقصى ارتفاع له في طرفه الشمالي حيث يرتفع 157 فوق سطح البحر، ويمكن الوصول إليه من شمال عزبة قلمشاه بالسيارة، وذلك في الدرب الذي يوصل إلى دير مهجور يقع عند حضيض سفحه الغربي. ومن قمة النعالون يمكن ملاحظة أن الجانب المواجه لوادي النيل أقل انحداراً من الواجهة الغربية.

#### جبل الروس
في جبل الروس نجد نفس الملامح التي وجدناها في جبل النعالون، وإن كان أقل ارتفاعاً من النعالون، حيث أنه يرتفع 130 م فوق سطح البحر.